# 1005
Évszázadok: 10. század – 11. század – 12. század
Évtizedek: 950-es évek – 960-as évek – 970-es évek – 980-as évek – 990-es évek – 1000-es évek – 1010-es évek – 1020-as évek – 1030-as évek – 1040-es évek – 1050-es évek
Évek: 1000 – 1001 – 1002 – 1003 –  1004 – 1005 – 1006 – 1007 – 1008 – 1009 – 1010

## Események
- március 25. – II. Malcolm skót király trónra lépése (1034-ig uralkodik).
- II. Róbert francia király megszállja Burgundiát és felveszi a hercegi címet (1015-ig, lemondásáig uralkodik).
- Pomeránia fellázad az egyház ellen.

## Születések
- március folyamán – Hitvalló Eduárd angol király († 1066).
- az év folyamán – Macbeth skót király (valószínű időpont) († 1057).

## Halálozások
- március 25. – III. Kenneth skót király (csatában esik el).